# مصوبه مجلس

نمودار گرافیکی پروسه و جریان قانونگذاری مجلس پادشاهی متحد بریتانیا و کشورهای مشترک‌المنافع. (نام‌های اتاق‌های مجلس در بین کشورهای مشترک‌المنافع متفاوت است) در شرایط جمهوری، موافقت سلطنتی در تصویر با موافق رئیس‌جمهور جایگزین می‌شود.

مصوبه مجلس یا قانون مصوب مجلس (به انگلیسی: Acts of Parliament) که با عنوان قانونگذاری اولیه نیز شناخته می‌شود قوانینی هستند که پس از گذشتن از مجلس قوه مقننه تصویب می‌شوند. مصوبه اویریچتاس (به انگلیسی: Oireachtas) در اویریچتاس ایرلند معادل همین واژه است و همین‌طور مصوبه کنگره در ایالات متحده آمریکا.
پیش‌نویس هر مصوبه مجلس به عنوان لایحه نامیده می‌شود که ممکن است توسط دولت به مجلس آورده شود.